# Anandamayi Ma
  Anandamayi Ma  (bengalí: আনন্দময়ী মা)  (Bengala, 30 d'abril de 1896 - Dehradun, 27 d'agost de 1982) (nom de naixement Nirmala Sundari) fou una santa índia i una de les figures espirituals més famoses de l'Índia contemporània. És considerada com una encarnació de la deessa Kali, Principalment a Bengala on va tenir un gran nombre de devots i deixebles. Es coneixia amb diversos nom, com ara Manush Kali (Kali vivent) i Devi Narmada (Deessa del Narmada). Descrita per Sivananda Saraswati (de la Divine Life Society) com a «la flor més perfecta que ha sorgit del sòl de l'Índia». Els seus seguidors li atribueixen el do de la precognició, la curació mitjançant la fe i una sèrie de miracles. Paramahansa Yogananda tradueix l'epítet sànscrit Anandamayi com impregnada d'alegria. Aquest nom li fou donat pels seus devots en els anys 20 per descriure el seu estat perpetu d'alegria divina.

## Biografia

### Primers anys
Anandamayi, de nom real Nirmala Sundari Devi (নির্মলা সুন্দরী; Nirmôla Shundori, català: "deessa immaculada i bonica"), va néixer el 30 d'abril de 1896, filla del matrimoni de brahmans Vaishnava ortodoxos Bipinbihari Bhattacharya i Mokshada Sundari Devi, en el poble de Kheora, Districte de Tripura, ara Districte de Brahmanbaria, en el que actualment és Bangladesh. El seu pare, originari de Vidyakut, a Tripura, era un cantant vixnuïta conegut per la seva intensa devoció. Tant el seu pare com la seva mare provenien de famílies prestigioses, encara que la família vivia en la pobresa. Nirmala va assistir a dues escoles rurals (Sultanpur i Kheora) durant aproximadament 2 a 4 mesos. Tot i que els seus mestres estaven contents amb les seves aptituds, la seva mare es preocupava pel desenvolupament mental de la seva filla a causa del seu caràcter alternativament indiferent i feliç. Una vegada que la seva mare va caure greument malalta, els familiars també van notar estranyats que la nena no semblava estar afectada.
El 1908, quan tenia 12 anys i 10 mesos, segons el costum rural de l'època, es va casar amb Ramani Mohan Chakrabarti de Vikramapur. Al qual més tard rebatejà amb el nom de Bholanath nom que li doná Nirmala, i que és un dels noms del deu Xiva. Va passar els primers cinc anys del seu matrimoni a casa del seu cunyat, ajudant amb les feines de la casa en un constant estat meditatiu. Fou a Ashtagram on un veí devot Harakumar, que la comunitat considerava com a malalt mental, va reconèixer i anunciar la seva eminència espiritual, i va desenvolupar l'hàbit d'adreçar-se a ella com a "Ma", i de postrar-se davant d'ella al matí i a la nit com a signe de reverència.
Quan Nirmala tenia aproximadament 17 anys, va anar a viure amb el seu marit, que treballava en la ciutat de Ashtagram. L'any 1918 es van traslladar a Bajitpur, on van viure fins 1924. Fou un matrimoni cèlibe: es diu que, quan Ramani tenia sentiments de luxúria, el cos de Nirmala prenia les qualitats de la mort.
En la nit de lluna plena d'agost de 1922, a mitjanit, Nirmala va emprendre la seva pròpia iniciació espiritual. Va explicar que la cerimònia i els seus ritus li eren revelats espontàniament de la manera i en el moment en què eren demanats. Tot i que no tenia cultura sobre aquest assumpte, els ritus complexos corresponien als de l'hinduisme tradicional i antic, que incloïen les ofrenes florals, els diagrames místics (yantras) i la cerimònia del foc (yagna). Ella va declarar més endavant: "Com a mestra (guru) vaig revelar el mantra; com a deixeble (shishya) el vaig acceptar i vaig començar a recitar-lo."

### Dhaka

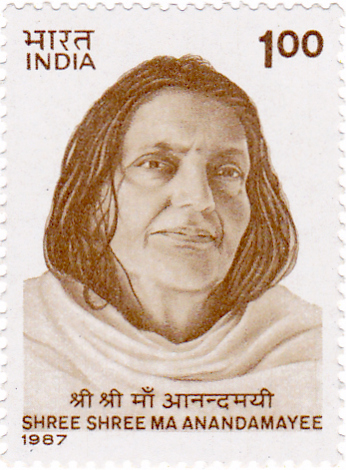
Anandamayi Ma en un segell d'Índia de 1987

Nirmala es va traslladar a Shahbag amb el seu marit l'any 1924, on ell va ser designat com a cuidador dels jardins del Nawab de Dhaka. Durant aquest període, Nirmala va entrar diverses vegades en èxtasi en kirtans públics.
Jyotiscandra Ray, conegut com a "Bhaiji," n'era un deixeble primerenc i proper. Ell va ser el primer a suggerir que Nirmala fos anomenada Anandamayi Ma, que significa "mare impregnada d'alegria", o "mare impregnada de goig". Fou el principal responsable del primer àixram construït per a Anandamayi Ma l'any 1929 a Ramna, en el districte de Ramna Kali Mandir.
L'any 1926 va restaurar un antic temple Kali abandonat en la zona de Siddheshwari.
En el seu temps a Shahbag, més i més persones es van aplegar per veure el que consideraven com una encarnació vivent d'una divinitat.
A partir d'aquest moment, diversos estudiosos es van sentir atrets per la llum, el do, el poder i el missatge d'amor d'Anandamayi Ma, encara que ella s'autodefinia com a "una nena sense cultura". Prangopal Mukerjee Mahamahopadhyay Gopinath Kaviraj, acadèmic de sànscrit, filòsof, i rector del Government Sanskrit College de Varanasi, i Triguna Sen estaven entre els seus seguidors. Uday Shankar, ballarí i coreògraf, es va impressionar amb l'anàlisi del ball d'Anandamayi Ma, la qual ella usava com a metàfora per a la relació entre les persones i Déu. Fou contemporània d'alguns sants hindús com Udiya Baba, Sri Aurobindo, Ramana Maharshi, Swami Ramdas i Paramahansa Yogananda.

### Mort

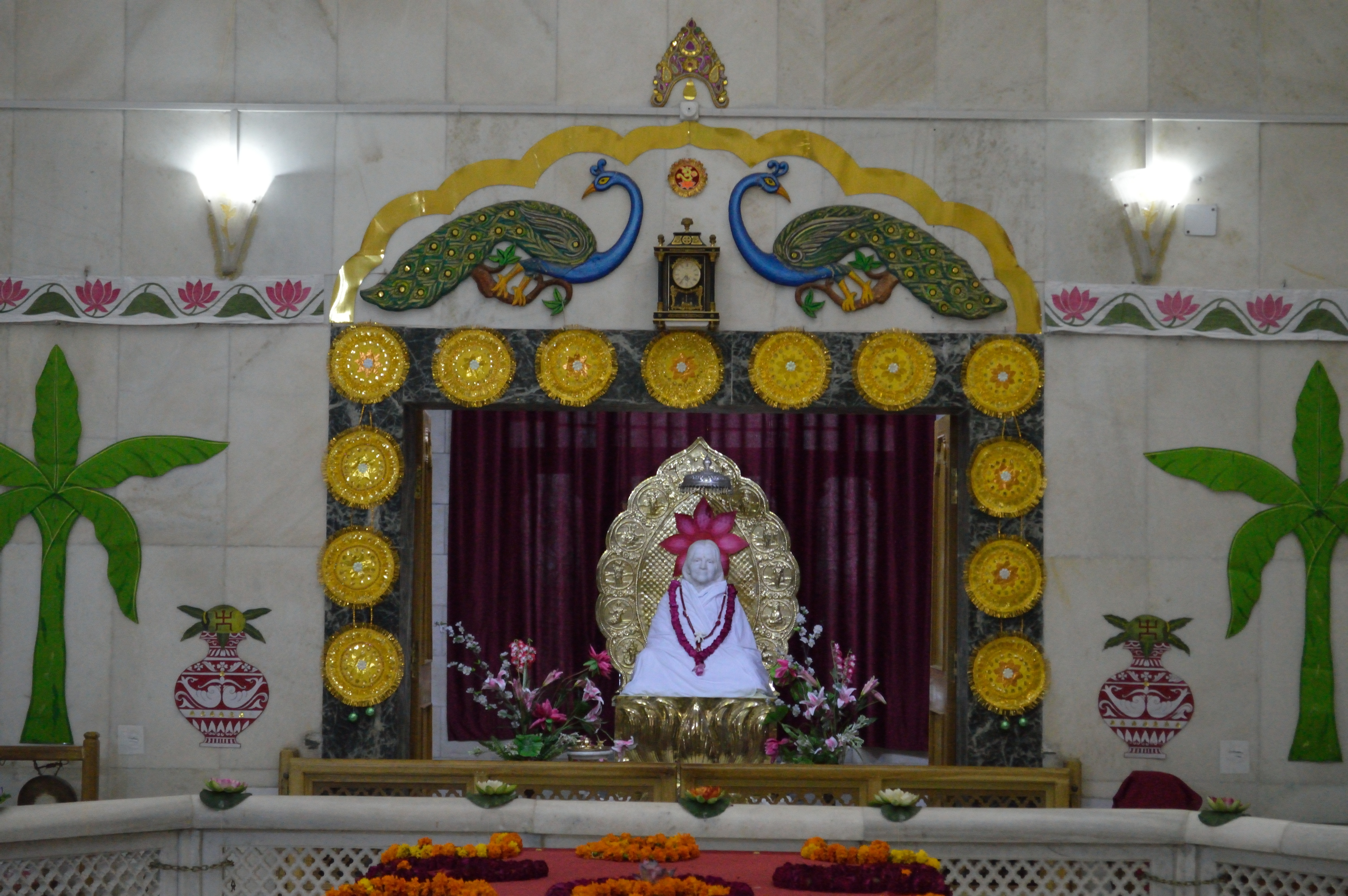
Àixram d'Anandamayi Ma, Haridwar (Kankhal)

Ma va morir el 27 d'agost de 1982 a Dehradun, i dos dies després es va construir un Samadhi (santuari) en el pati del seu àixram a Kankhal, situat en Haridwar, al nord de l'Índia.

## Ensenyances
| «                                       | As you love your own body, so regard everyone as equal to your own body. When the Supreme Experience supervenes, everyone's service is revealed as one's own service. Call it a bird, an insect, an animal or a man, call it by any name you please, one serves one's own Self in every one of them. | De la mateixa manera que estimes el teu propi cos, has de considerar tothom com iguals al teu propi cos. Quan sobrevé l'Experiència Suprema, el servei de tothom es revela com el servei d'un mateix. Digues-ne un ocell, un insecte, un animal o un home, digues-ho com vulguis, un se serveix al seu propi jo en cadascun d'ells. | » |
| — Anandamayi Ma, Ananda Varta Quarterly | | |   |

Anandamayi Ma mai va preparar discursos, ni escriure, ni revisar el que havia dit. La gent tenia dificultat a l'hora de transcriure les seves freqüents xerrades informals a la causa de la velocitat de la seva conversa. Addicionalment, sovint es perdia en les traduccions la manera bengalí de jugar amb al·literacions de les paraules. Tanmateix el seu assistent personal Gurupriya Devi, i un devot seu, Brahmachari Kamal Bhattacharjee, van intentar transcriure el seu discurs abans que els equips d'enregistrament d'àudio estiguessin àmpliament disponible a l'Índia.
Un tema central de les seves ensenyances és que "l'aspiració suprema de tot ésser humà és poder aconseguir l'auto-realització. Totes les altres obligacions són secundàries" i "només les accions que encenen la natura divina de l'home es mereixen dir-se accions". Va evitar entrar en controvèrsies i argumentacions espirituals, tot declarant que "Tothom té raó des de la seva pròpia posició." No va impartir iniciacions formals i va refusar ser dita "guru", ja que mantenia que "tots els camins són els meus camins" i "no tinc cap camí particular".
No va defensar els mateixos mètodes espirituals per a tothom: "Com es poden imposar limitacions sobre l'infinit per dir que aquest és l'únic camí? I, per què haurien d'haver tantes religions diferents i sectes? Perquè a través de cadascuna d'elles, Ell es dona Ell a Ell mateix, de manera que cada persona pot avançar segons la seva naturalesa interna." Ella mateixa va dir que totes les formes de sadhana, conegudes i no conegudes, li van ser revelades en forma de lila (joc) sense cap esforç conscient per la seva part. Per això el seu Sadhana no es pot classificar en una àrea específica, perquè per tal de fer-ho així significaria que d'alguna manera estaria limitada a aquella àrea i el seu mestratge també estaria limitat. Va rebre visites i va conversar amb devots de diferents corrents i religions de Shaivaite, Vaishnavite, Tantric, o de l'islam, el cristianisme, el judaisme, el sikhisme, el budisme o el zoroastrisme. Tothom era benvingut i se l'encoratjava a estar al seu aire mentre donava guies a tots els practicants de diferents fes. Fins i tot ara, la població musulmana de Kheora encara es refereix a ella com "la nostra pròpia Ma".
Va ensenyar com viure una vida centrada en Déu, i va proporcionar la inspiració viva per tal que milers de persones poguessin aspirar a aquest ideal noble. També advocava per la igualtat espiritual per a les dones; per exemple, va obrir a les dones el ritual del fil sagrat, el qual només havia estat practicat per homes durant segles, però només a les que coneixien els requisits morals i personals. El seu estil d'ensenyar incloïen acudits, cançons i instruccions quotidianes juntament amb discursos llargs, la meditació silenciosa i la lectura recomanada d'escriptures.
Paramhansa Yogananda va escriure sobre ella en el llibre Autobiografia d'un Iogui. La seva reunió amb ella es relata en el capítol titulat "La Mare impregnada d'alegria de Bengala'", on explica el seu rerefons:
| « | "Father, there is little to tell." She spread her graceful hands in a deprecatory gesture. "My consciousness has never associated itself with this temporary body. Before I came on this earth, Father, I was the same. As a little girl, I was the same. I grew into womanhood, but still I was the same. When the family in which I had been born made arrangements to have this body married, I was the same... And, Father, in front of you now, I am the same. Ever afterward, though the dance of creation change around me in the hall of eternity, I shall be the same." | "Pare, hi ha ben poc que explicar". Ella va estendre les seves elegants mans en un gest despectiu. "La meva consciència mai no s'ha associat amb aquest cos temporal. Abans de venir a aquesta terra, Pare, jo era la mateixa. Com una nena petita, jo era la mateixa. Vaig créixer com a dona, però encara jo era la mateixa. Quan la família en la qual havia nascut fa fer els arranjaments per tal que aquest cos es casés, jo era la mateixa... I, pare, davant teu ara sóc la mateixa. Sempre després, tot i que la dansa de la creació canvia entorn meu en el saló de l'eternitat, seré la mateixa". | » |

El Departament de Publicació del Shree Shree Anandamayee Sangha a Varanasi publica regularment les seves ensenyances en la publicació trimestral Amrit Varta en anglès, hindi, gujarati i bengalí. El Sri Sri Anandamayi Sangha de Haridwar organitza la congregació anual Samyam Mahavrata per dedicar una setmana a la meditació col·lectiva, el discurs religiós i la música pietosa.